# Julien El Fares
Julien El Fares (Manosque, 1 juni 1985) is een Frans voormalig wielrenner.

## Belangrijkste overwinningen
2006
1e etappe Ronde van de Pyreneeën
2009
1e etappe Tirreno-Adriatico
Puntenklassement Tirreno-Adriatico
Eindklassement Ronde van Wallonië
2010
4e etappe Ronde van de Middellandse Zee

## Resultaten in voornaamste wedstrijden
| Jaar | Ronde van Italië | Ronde van Frankrijk | Ronde van Spanje |
| ---- | ---------------- | ------------------- | ---------------- |
| 2009 |                  |                     | 49e              |
| 2010 |                  | 26e                 |                  |
| 2011 |                  | 40e                 |                  |
| 2012 |                  |                     |                  |
| 2013 |                  | 81e                 |                  |
| 2014 |                  |                     |                  |
| 2015 |                  |                     |                  |
| 2016 |                  |                     |                  |
| 2017 |                  |                     |                  |
| 2018 |                  |                     |                  |

| Jaar | Milaan-San Remo | Amstel Gold Race | Luik-Bast.‑Luik | Waalse Pijl | Parijs-Tours |  | Wereldranglijsten |
| ---- | --------------- | ---------------- | --------------- | ----------- | ------------ |  | ----------------- |
| 2009 | 124e            |                  |                 | 126e        |              |  | 191e (UWK)        |
| 2010 |                 |                  |                 |             |              |  |                   |
| 2011 |                 | 46e              | opgave          | 29e         |              |  |                   |
| 2012 | 136e            |                  | opgave          | opgave      |              |  |                   |
| 2013 |                 |                  |                 |             |              |  |                   |
| 2014 |                 |                  |                 |             |              |  |                   |
| 2015 |                 |                  |                 |             | opgave       |  |                   |
| 2016 |                 |                  |                 | 43e         |              |  |                   |
| 2017 |                 |                  |                 |             |              |  |                   |
| 2018 |                 |                  |                 | opgave      | opgave       |  |                   |

## Ploegen
- 2006 –  Cofidis, le Crédit par Téléphone (stagiair vanaf 1 augustus)
- 2007 –  Cofidis, le Crédit par Téléphone (stagiair vanaf 1 augustus)
- 2008 –  Cofidis, le Crédit par Téléphone
- 2009 –  Cofidis, le Crédit en Ligne
- 2010 –  Cofidis, le Crédit en Ligne
- 2011 –  Cofidis, le Crédit en Ligne
- 2012 –  Team Type 1-Sanofi
- 2013 –  Sojasun
- 2014 –  Team La Pomme Marseille 13 (vanaf 20 februari)
- 2015 –  Team Marseille 13 KTM
- 2016 –  Delko Marseille Provence KTM
- 2017 –  Delko Marseille Provence KTM
- 2018 –  Delko Marseille Provence KTM
- 2019 –  Delko Marseille Provence
- 2020 –  NIPPO DELKO One Provence
- 2021 –  EF Education-Nippo